# جوافة عملاقة
جُوَافَة عملاقة (الاسم العلمي: Psidium giganteum) هي نوع من النباتات تتبع جنس الجوافة من فصيلة الآسية.